# Marc Segar
Marc Alexander Segar (2 aprile 1974 – dicembre 1997) è stato uno scrittore britannico, autore di libri e conferenze sull'autismo e sulla sindrome di Asperger.
Avendo lui stesso tale sindrome, ha deciso di scrivere una sorta di "manuale di sopravvivenza", con lo scopo di migliorare la qualità della vita degli Asperger e degli autistici.
I suoi lavori, divenuti popolari all'inizio degli anni novanta, sono stati tra i primissimi scritti ad offrire una prospettiva più approfondita su tale condizione vista dall'interno.
Marc Segar si è diplomato in biochimica ed è deceduto a seguito di un incidente stradale.

## Opere
- Guida alla sopravvivenza per persone con sindrome di Asperger